# 希臘地理

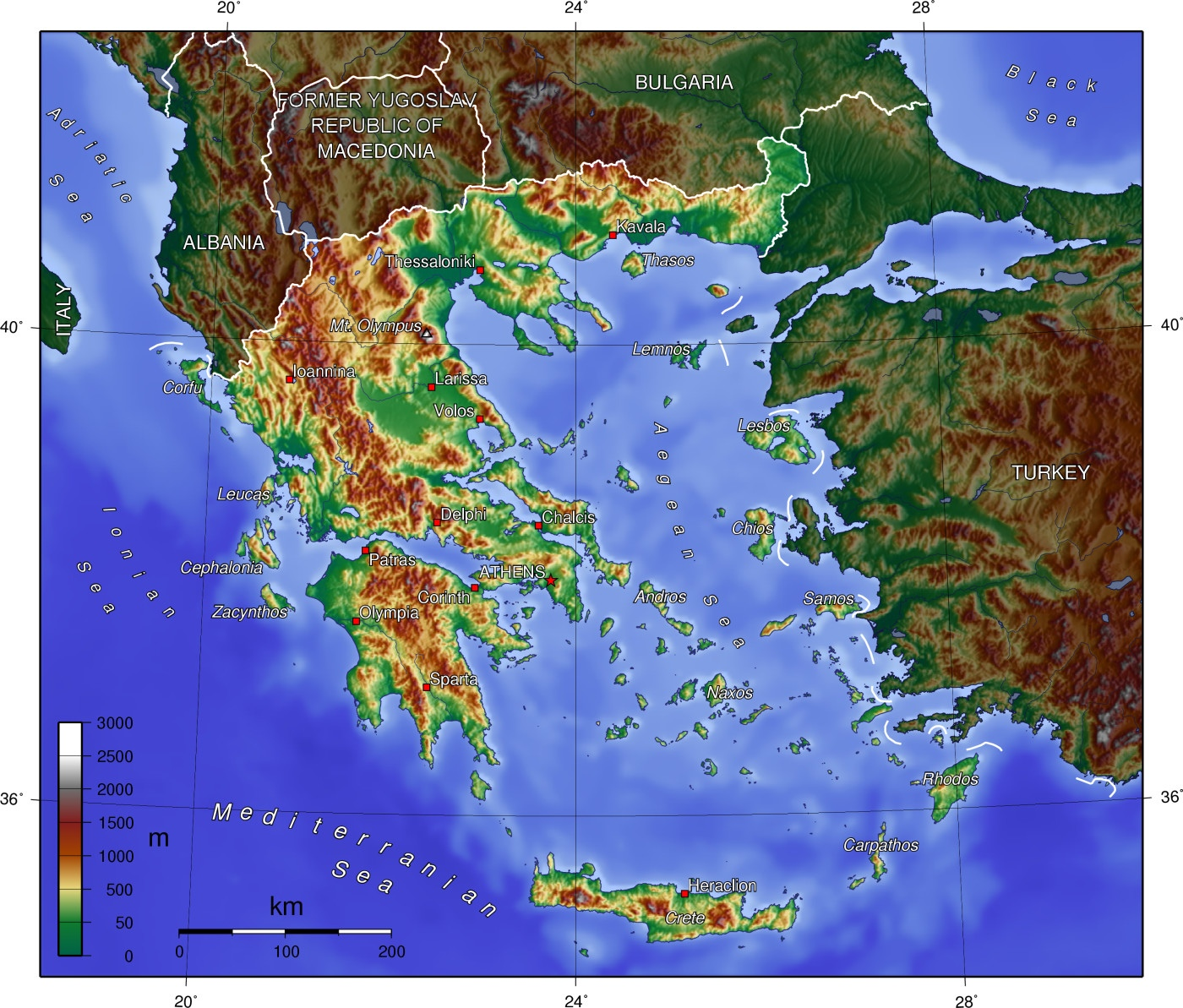
希臘地形圖

希臘位於歐洲東南角，巴爾幹半島南端。其北面與阿爾巴尼亞、北马其顿共和国和保加利亞毗鄰，西臨伊奥尼亚海，南靠地中海，東靠愛琴海與小亞細亞。希臘國土面積為131940平方公里，由希臘主陸、伯羅奔尼撒半島（經科林斯地峽與主陸連接）和鄰近3000多個島嶼所組成，海岸線長達14000公里。
希臘超過80%的陸地面積為山地，為歐洲一個山地面積佔廣的國家之一。其中，品都斯山脈北接狄那裡克阿爾卑斯山脈，由西北至東南橫過希臘中部，經過愛琴海的島嶼，如克里特島後，與土耳其南部的托羅斯山脈相連。而不少高而陡峭的山峰就在希臘中、西部與許多峽谷及一些喀斯特地形相交，如邁泰奧拉等。覆蓋著廣闊森林的羅多彼山脈則位於希臘東北部，分隔了希臘與北面的保加利亞。位於希臘北部的奧林匹斯山（海拔2919米）則是希臘最高的山、巴爾幹半島第二高的山峰（只僅次於里拉山脈之穆薩拉峰），分隔了色薩利和馬其頓地區。其他主要山峰包括：斯莫利卡斯山（2637米）、帕納塞斯山（2457米）和基利尼山（2376米）等。
平原主要分佈於色薩利東部和馬其頓地區中部和色雷斯一帶。希臘西部亦有一系列湖泊及濕地，如普雷斯帕湖就是位於馬其頓、阿爾巴尼亞和希臘三國交界處。

## 希臘島嶼
另見：爱琴海诸岛
希臘擁有大量的島嶼，其中大部分位於愛琴海，如莱斯沃斯岛、希俄斯岛、羅得島等。位於愛琴海南部的聖托里尼火山口則是南愛琴海火山弧最活躍的部分。
希臘最大的島嶼（地中海第5大島）克里特就把愛琴海和利比亞海分隔開，島上多山、峽谷，如薩馬利亞峽谷等。
而伊奧尼亞群島則主要靠近希臘主陸和伯羅奔尼撒西岸，位於伊奥尼亚海。此群島應與古希臘地區、位於今小亞細亞西南海岸的伊奧尼亞作區別。